# Dreifaltigkeitsplatz (Budapest)

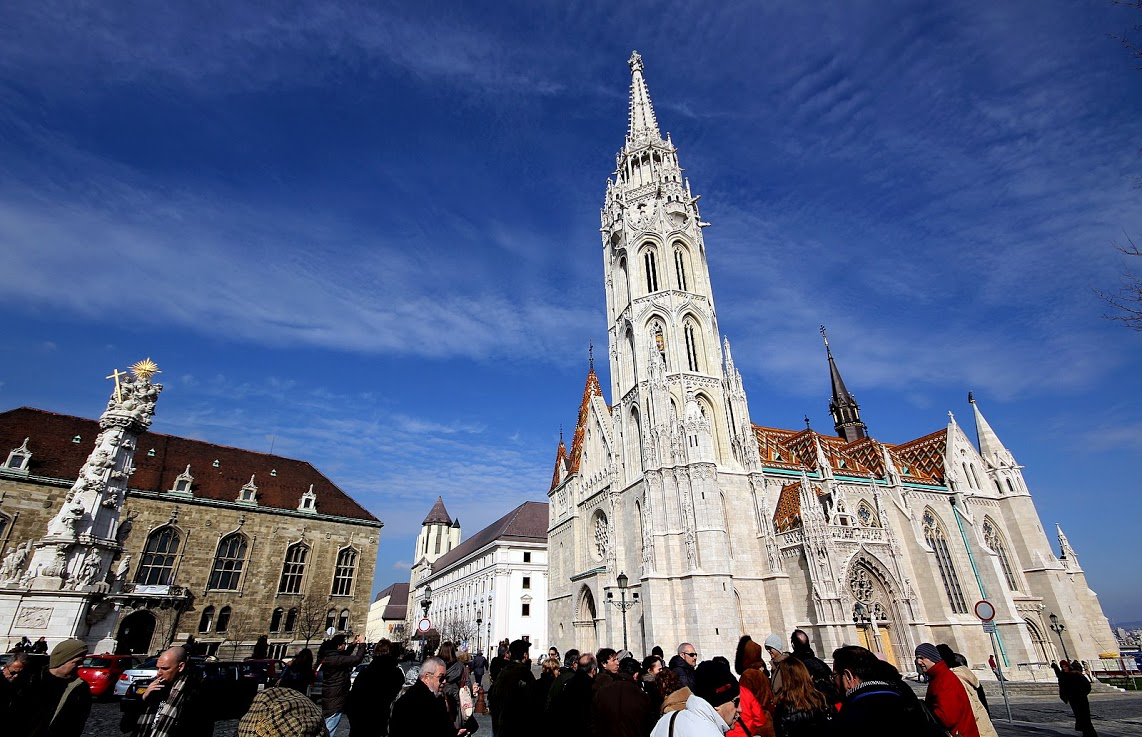
Dreifaltigkeitsplatz

Der Dreifaltigkeitsplatz (ungarisch Szentháromság tér) ist der bedeutendste Platz im Burgviertel von Budapest. Er ist nach der Dreifaltigkeitssäule benannt, die dort seit 1713 steht. 

## Geschichte
Bis zum Ende der Osmanischen Herrschaft über Buda befanden sich auf dem heutigen Platz noch Wohnhäuser, die aber mit der Rückeroberung Budas im Jahr 1686 größtenteils zerstört, und später nicht mehr wiedererrichtet wurden. Dabei wurde ein großer Platz zwischen der Matthiaskirche und dem Alten Budaer Rathaus frei, auf dem 1706 eine Pestsäule errichtet wurde. Diese wurde nach einer weiteren Pestwelle durch eine neue prunkvollere Variante (Dreifaltigkeitssäule) ersetzt.
Seinen heutigen Namen erhielt der Platz erst 1877. Davor hieß er Mária tér (Maria Platz), Oszlop tér (Statuen-Platz), Vásár tér (Marktplatz) und Városháza piaca (Markt am Rathaus).
Nach dem Zweiten Weltkrieg wurden zur Zeit der Volksrepublik am südlichen Ende des Platzes einige Häuser von der kommunistischen Partei abgerissen. An deren Stelle befindet sich heute ein Park.

## Gebäude
- Dreifaltigkeitssäule – errichtet 1713 von Fülöp Ungleich und Antal Hörger im Barockstil. Hier leistete am 30. Dezember 1916 Karl IV. am Fuße der Säule seine Eidesleistung als neuer ungarischer König ab
- Gebäude des k.u. Finanzministeriums – erbaut 1901–1904 von Sándor Fellner und Gyula Egerzeiger im Stile der späten englischen Gotik mit Elementen des späten französischen Barock.
- Matthiaskirche – erbaut 1246. Hier fanden die Krönungszeremonien von Karl I. Robert von Anjou (1309), Franz Joseph I. (1867) und Karl IV. (1916) statt, weshalb sie auch als Krönungskirche bekannt ist
- Altes Budaer Rathaus – erbaut 1710. Diente über 160 Jahre (bis zur Zusammenlegung der Städte Buda und Pest zu Budapest im Jahr 1873) als Rathaus von Buda. Von 1992 bis 2011 beherbergte es das Collegium Budapest[4]
- Fischerbastei – 1895–1902 erbaut von Frigyes Schulek. Sie steht an der Stelle eines mittelalterlichen Fischmarktes. Vor ihr befindet sich eine Reiterstatue des ersten ungarischen Königs Stephan I.

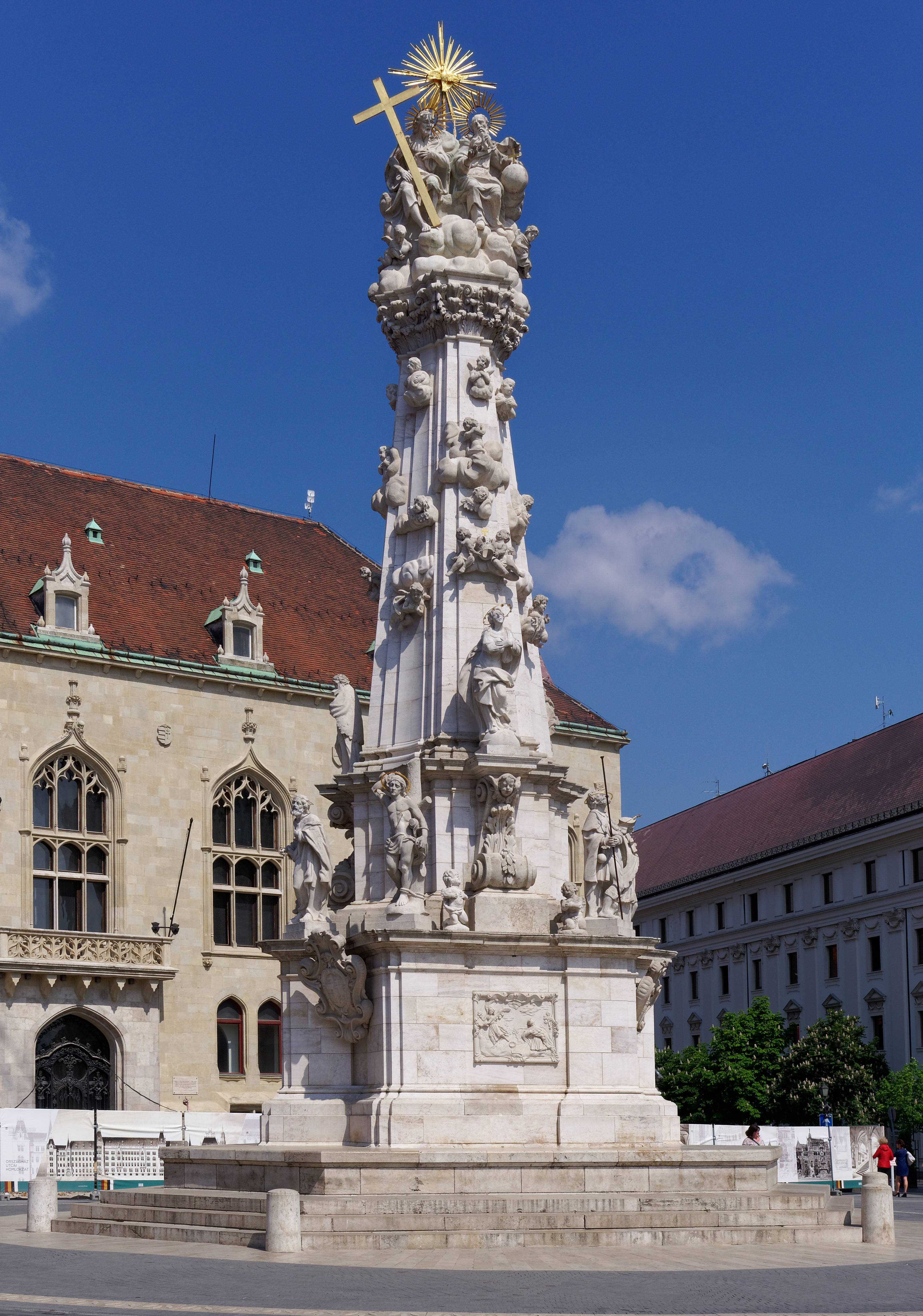
Dreifaltigkeitssäule
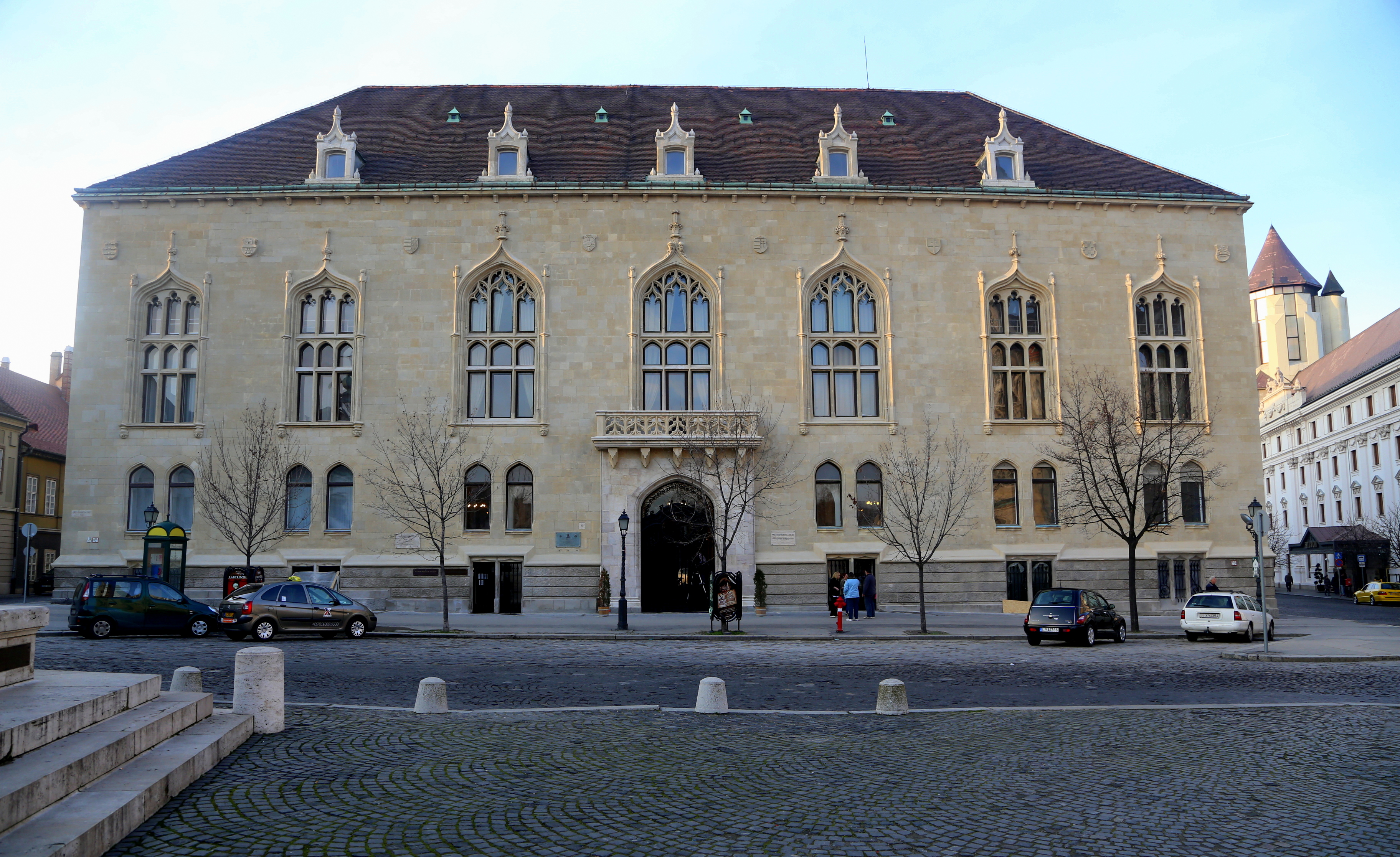
Gebäude des k.u. Finanzministeriums
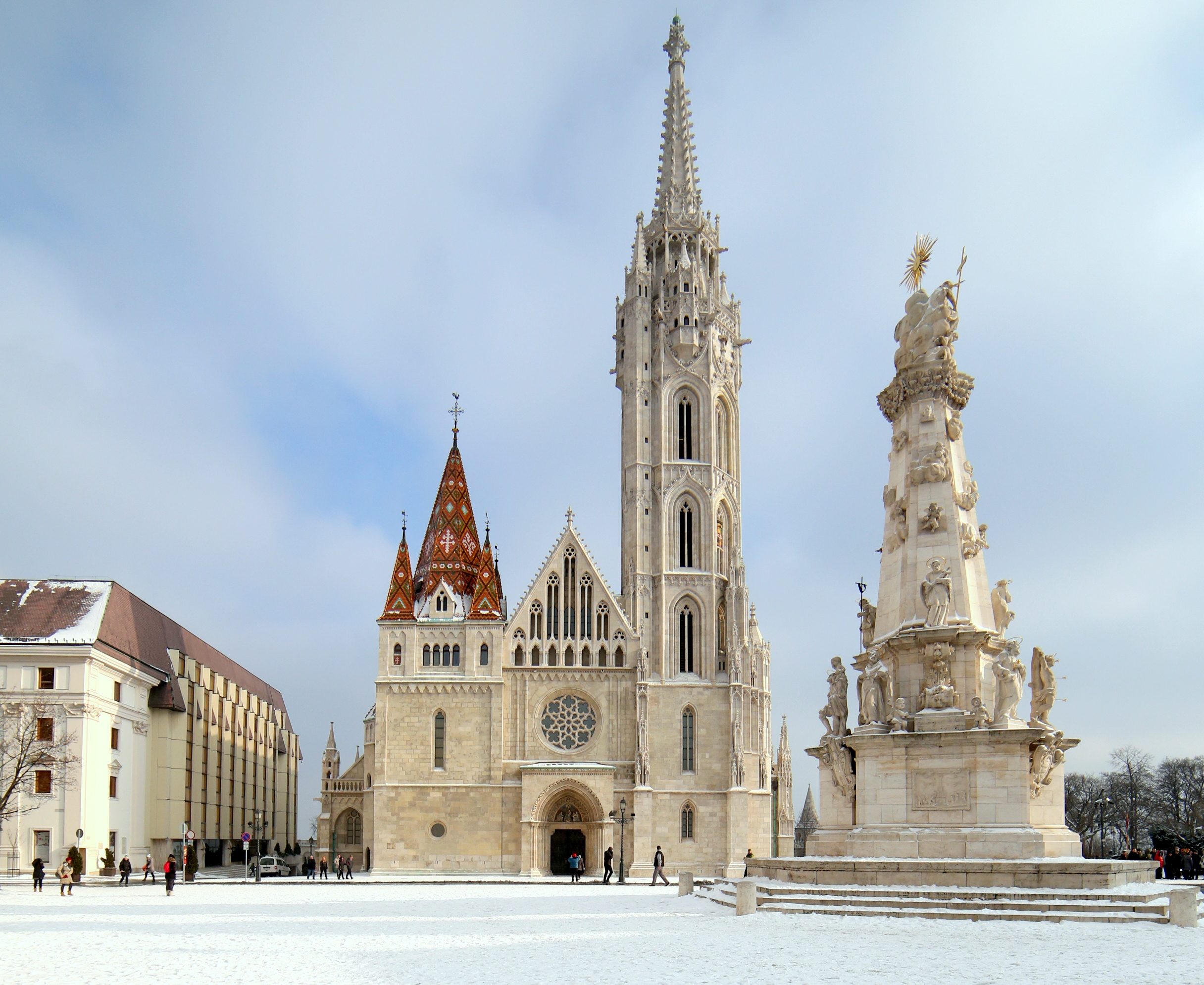
Matthiaskirche
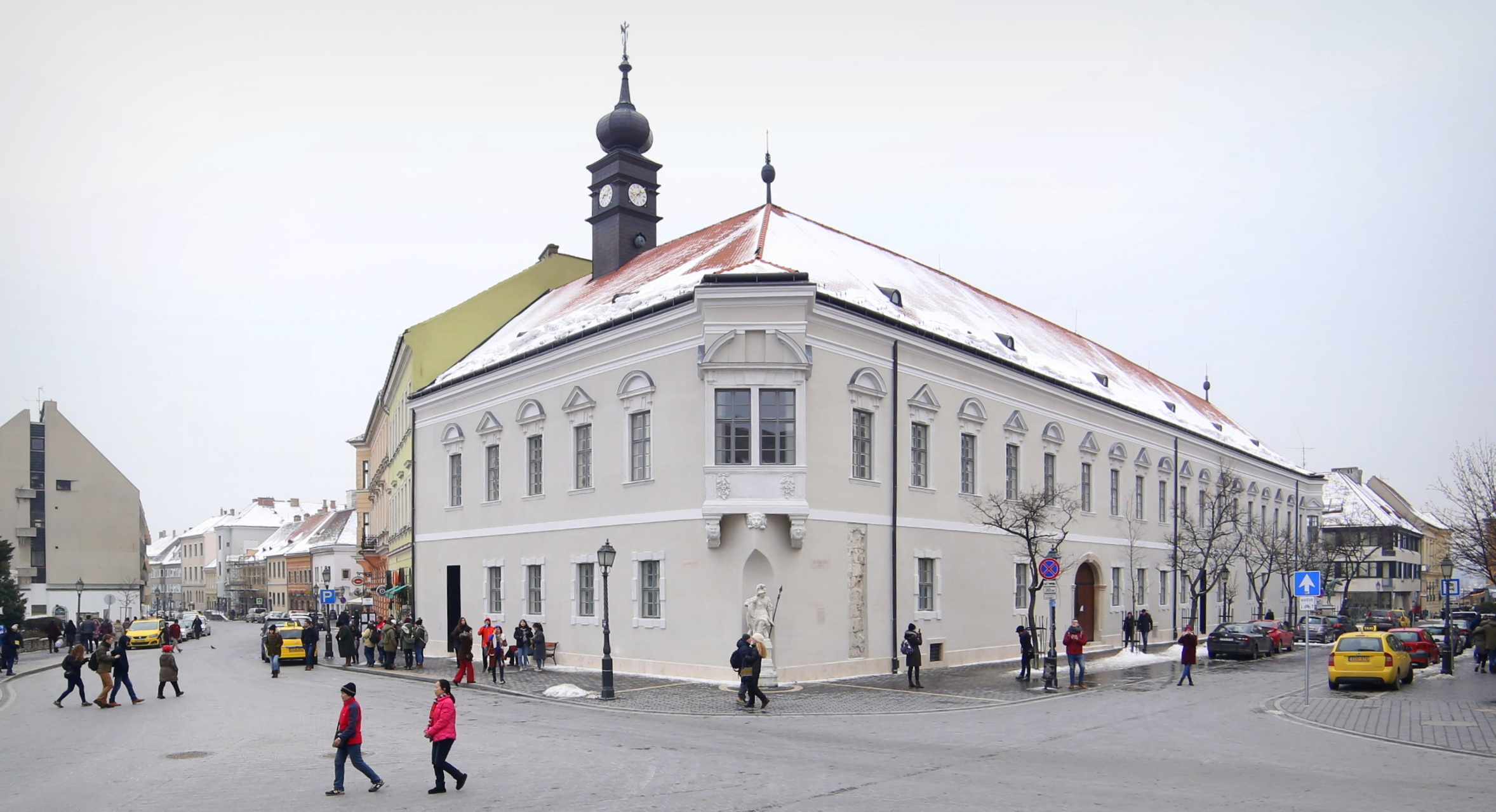
Altes Budaer Rathaus
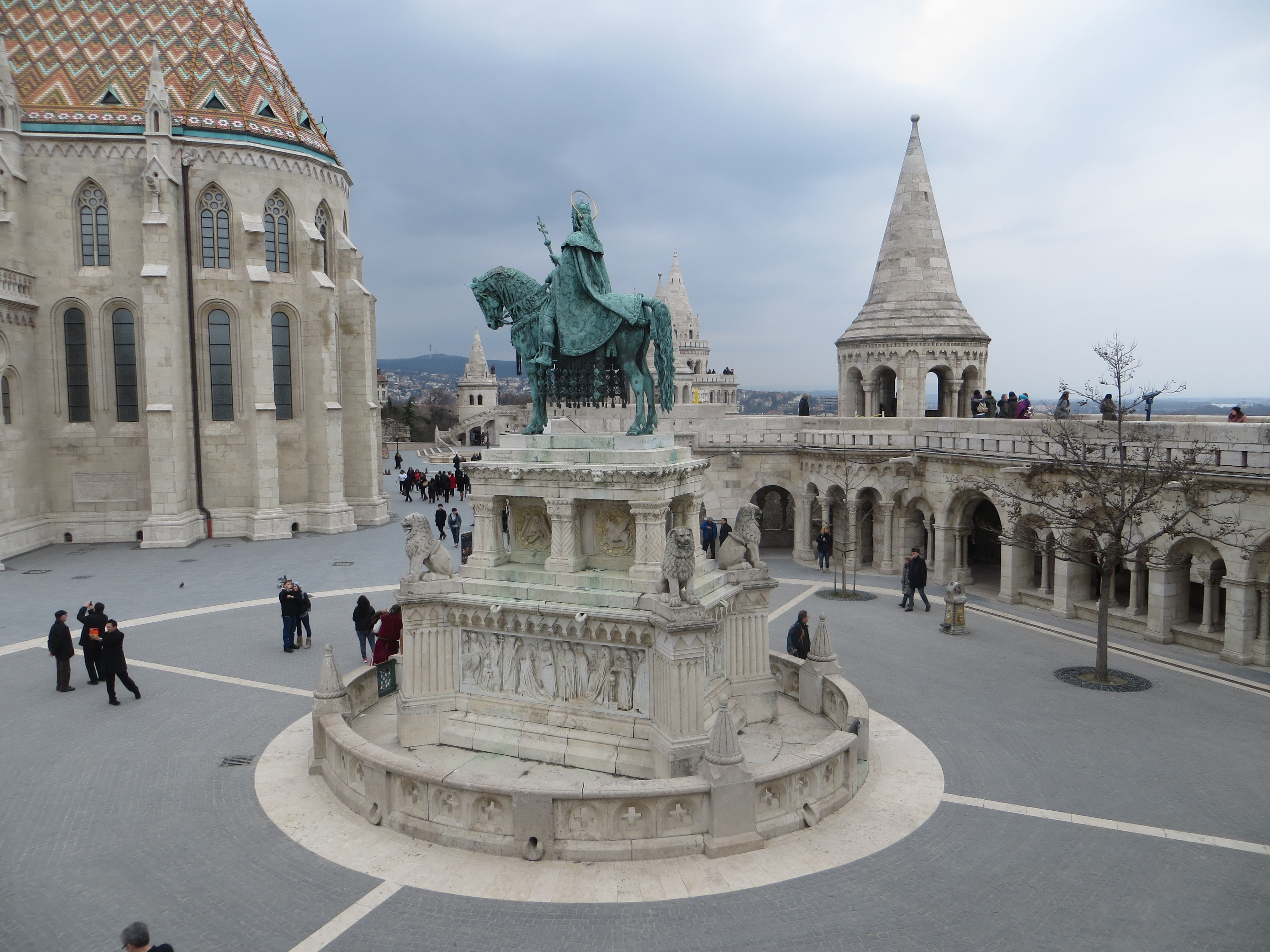
Reiterstatue Stephans I. mit Fischerbastion